# Ceylon ai Giochi della XIX Olimpiade
Ceylon (l'odierno Sri Lanka), parteciparono ai Giochi della XIX Olimpiade che si sono svolti a Città del Messico dal 12 al 27 ottobre 1968, con una delegazione di tre atleti impegnati in altrettante discipline: atletica leggera, pugilato e vela. Fu la sesta partecipazione di questo paese ai Giochi. Non fu conquistata nessuna medaglia.